# 김상열
김상열(金相悅)은 대한민국의 교육인이다.

## 약력
- 경도제대 공업화학과 졸업
- 교남학교(현.대륜중·고등학교) 교사
- 경북대학교 총장
- 대구여자상업고등학교 설립, 교장
- 재단법인 난강학원 이사장

| 전임 고병간 | 제3대 경북대학교 총장 1960년 5월 - 1961년 12월 | 후임 계철순 |